# Радин, Пол
Пол Ра́дин (англ. Paul Radin, 2 апреля 1883, Лодзь — 21 февраля 1959, Нью-Йорк) — американский антрополог.

## Биография
Сын раввина. В 1884 году семья переехала в США. Закончил Нью-Йоркский университет (1902), степень доктора антропологии получил в Колумбийском университете (1911), где учился у Ф. Боаса. Его однокашниками были Э. Сепир и Р. Лоуи. Вёл полевые исследования индейцев виннебаго (1908—1912), оджибва (1912—1917), работал в США, Канаде, Мексике. Изучал афроамериканское население Нашвилла, различные этнические группы в Сан-Франциско.

## Педагогическая деятельность
Преподавал в США, Швейцарии, Великобритании.

## Труды
Славу Радину принесла его монография Трикстер (1956), вызвавшая развёрнутые комментарии К. Юнга и К. Кереньи.

### Книги
- 1915 — Literary Aspects of North American Mythology
- 1923 — The Winnebago Tribe
- 1926 — Crashing Thunder: The Autobiography of an American Indian
- 1927 — Primitive Man As Philosopher (с предисловием Джона Дьюи)
- 1932 — Social Anthropology
- 1933 — The Method and Theory of Ethnology: An Essay in Criticism
- 1934 — The Racial Myth
- 1937 — Primitive Religion: Its Nature and Origin
- 1945 — The Road of Life and Death: A Ritual Drama of the American Indians
- 1948 — Winnebago hero cycles: A study in aboriginal literature. — Baltimore: Waverly, 1948. — 168 p.
- 1949—1950 — Winnebago Culture as Described by Themselves
- 1953 — The World of Primitive Man
- 1956 — The Trickster: A Study in Native American Mythology

### Публикации на русском языке
- Радин П. Трикстер. : Исслед. мифов североамерик.  индейцев с коммент. К. Г. Юнга и К. К. Кереньи = The Trickster / Paul Radin. — London, 1956 / [Пер. с англ. В. В. Кирющенко под ред. А. В. Тавровского]. — СПб.: Евразия, 1999. — 286 с. — 3000 экз. — ISBN 5-8071-0028-X.